# لگنیتسا
لگنیتسا () (به لهستانی: Legnica) (به آلمانی: Liegnitz) یکی از شهرهای جنوب غربی لهستان است. جمعیت این شهر برپایهٔ آمار رسمی ژوئن سال ۲۰۰۹ بالغ بر ۱۰۴٬۳۹۳ نفر بوده‌است.